# Berosus signaticollis
Berosus signaticollis är en skalbaggsart som först beskrevs av Toussaint de Charpentier 1825.  Berosus signaticollis ingår i släktet Berosus, och familjen palpbaggar. Arten är reproducerande i Sverige.